# Ogon tygrysa

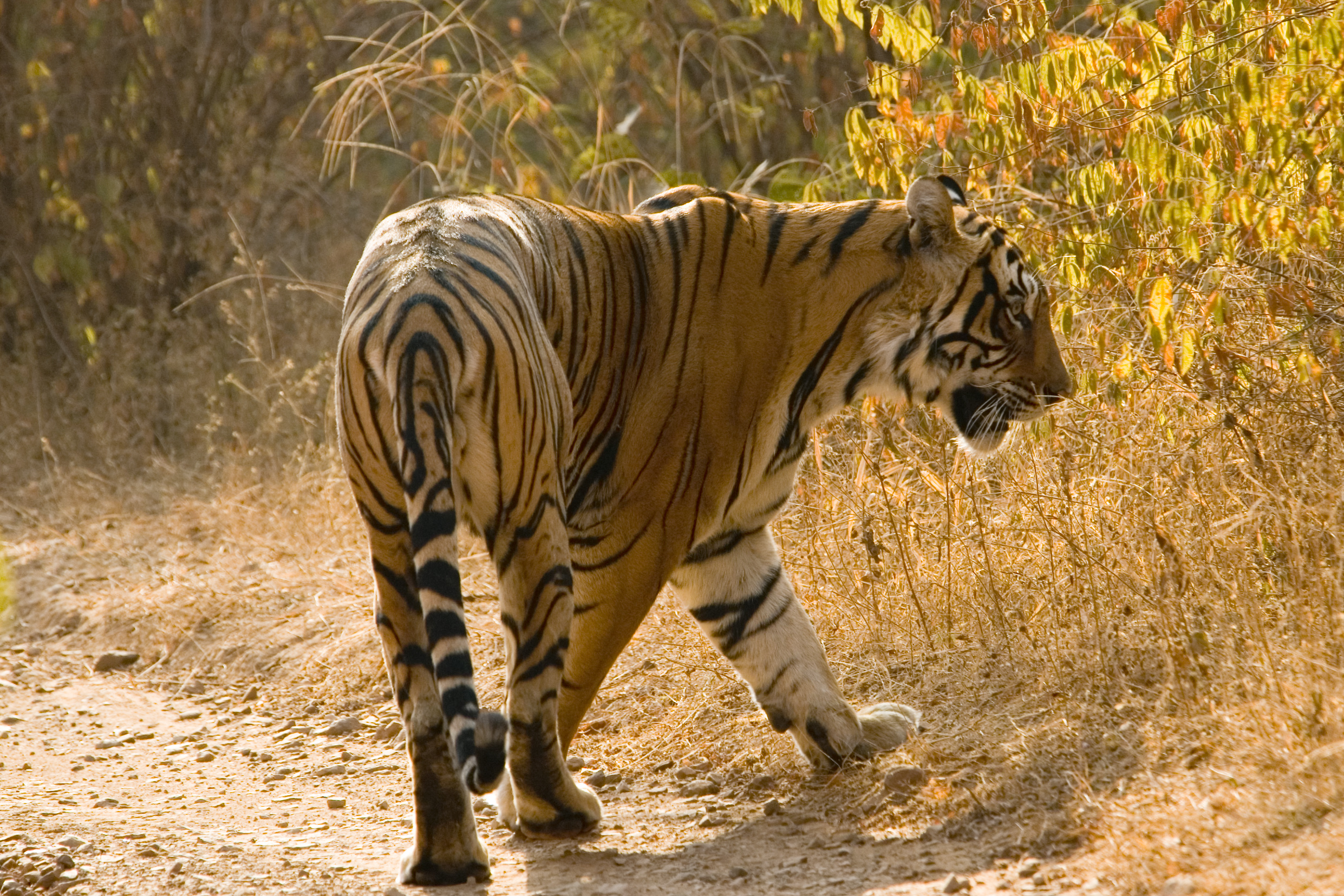
Tygrys z widocznym ogonem

Ogon tygrysa – końcowa część ciała tygrysa.

## Biologia
Naturalny wzorzec ubarwienia ogona tygrysa zależy w znacznym stopniu od podgatunku. Wymarły tygrys kaspijski cechował się mniej wyrażonymi kątami u podstawy, niż podgatunki dalekowschodnie. Długość ogona zmienia się także zależnie od podgatunku. Ogon tygrysa bengalskiego jest krótszy niż syberyjskiego, który u w pełni wyrośniętych samców mierzy około 1 m długości.
Tygrysy używają swych ogonów w różny sposób. Skacząc, wykorzystują je jako stery. Ogon pozwala im też utrzymać równowagę podczas wspinaczki. Tygrysy wykorzystują też swe ogony we wzajemnej komunikacji. Wolne machanie wyprostowanym ogonem oznacza przyjazne relacje, podczas gdy wyciągnięcie i szybkie machanie oznacza, że tygrys jest podekscytowany. Z kolei ogon ledwo poruszający się, skierowany ku ziemi, oznacza napięcie.

## W kulturze
W tradycyjnej medycynie chińskiej ogon tygrysa wykorzystywany jest w terapii chorób skóry i reumatyzmu. W XIX-wiecznej Korei jednostki wojskowe pod dowództwem Heungseono Daewonguna dzierżyły włócznie z zawiązanymi nań tygrysimi ogonami. Koreańskie przysłowie podaje, że jeśli nastąpisz tygrysowi na ogon, dowiesz się o tym oraz że trudno jest wypuścić tygrysi ogon. Koncept stąpnięcia tygrysowi na ogon jest popularny w Azji Wschodniej i często używa się go w odniesieniu do ryzykownej sytuacji.